# Bourg-des-Comptes
Bourg-des-Comptes (tiếng Breton: Gwikomm, Gallo: Bórg-Cons) là một xã của tỉnh Ille-et-Vilaine, thuộc vùng Bretagne, miền tây bắc nước Pháp.

## Dân số
Người dân ở Bourg-des-Comptes được gọi là Bourgcomptois.
Theo điều tra dân số năm 1999, xã này có số dân là 2007 người.
Dân số ước tính vào năm 2006 là 2184 người.